# Elson Becerra
Elson Evelio Becerra Vaca (Cartagena das Índias, 26 de abril de 1978 – Cartagena das Índias, 8 de janeiro de 2006) foi um futebolista profissional colombiano, atacante.

## Carreira
Defendeu a Colômbia em uma Copa América de 2001 e na Copa das Confederações de 2003.

## Falecimento
Foi assassinado em um bar em 2006 com apenas 27 anos de idade.

## Títulos

### Seleção da Colômbia
- Copa América: 2001.